# Saint-Palais-de-Négrignac
Saint-Palais-de-Négrignac é uma comuna francesa na região administrativa da Nova Aquitânia, no departamento de Charente-Maritime. Estende-se por uma área de 18,51 km². Em 2010 a comuna tinha 442 habitantes (densidade: 23,9 hab./km²).